# 小林光泰
小林 光泰（こばやし こうたい、1858年8月12日（安政5年7月4日） - 1899年（明治32年）6月2日）は日本のメソジスト教会の牧師。
男子ミッションスクールを設立するための東洋英和学校会社（小林光泰、平岩愃保、土屋彦六、浅川広湖の4牧師による組織）の社長。
女子ミッションスクールを設立するための東洋英和女学校会社の社長。
東洋英和女学校（現：東洋英和女学院中学部・高等部）の設立者・初代校主（理事長）。
妻の豊子は平岩愃保（静岡教会4代目・6代目牧師）の妹。

## 生涯

### 初期
1858年8月12日（安政5年7月4日）江戸木挽町の諏訪因幡守上屋敷で父小林光信（諏訪藩士）と母ます子（高須藩士山中森京の娘）の子として生まれる。幼名は泰助、後に改めて盛雄。
1874年（明治7年）、本郷湯島の共慣堂塾で学ぶ。
1875年（明治8年）、海軍会計学舎に第二位で合格するも、眼疾を患って退舎。
1877年（明治9年）、長野県師範学校で学び、その後岡田学校で小学校教師になる。
1878年（明治10年）、父の光信、死去。

### キリスト教入信
甲府でカナダ人宣教師C・S・イビーに出会い英語を学ぶ。
1878年（明治11年）12月30日、甲府教会でイビーから洗礼を受ける。洗礼を受けた後、イビーを助けて伝道活動に従事する。
1882年（明治15年）上京して牛込教会（現：日本基督教団頌栄教会）の会員になる。
1883年（明治16年)
- 4月 牛込教会の5代目牧師となる[3]。
- 4月3日 平岩愃保（静岡教会4代目・6代目牧師）の妹平岩豊子と結婚する[2]。

### 牧師時代
1883年（明治16年） 東洋英和学校会社、カナダ・メソジスト教会の男女ミッションスクールを計画。
1884年（明治17年）
- 按手礼を受けて牧師になる。
- 4月 牛込教会を離れる[3]。
- 9月25日 東京府知事より東洋英和女学校が設立認可される。初代校主に就任[4]。
- 10月20日 麻布鳥居坂町14番地に東洋英和女学校を開校[4]。
- 11月1日 麻布区鳥居坂町13番地に東洋英和学校が開校[4]。

1885年（明治18年） 麻布教会（鳥居坂教会）の初代専任牧師になる。築地教会（現：日本基督教団銀座教会）の牧師になる。
1887年（明治20年）
- 5月 東洋英和女学校初代校主を退任[4]。
- 6月 静岡教会5代目牧師になる。

1892年（明治25年）
- 1月9日 静岡教会が大火により焼失。
- 11月12日 静岡教会を再建する。
- 12月14日 大火により静岡教会を再び焼失し、また再建する。

1893年（明治26年）6月 甲府教会に8代目牧師として転任する。
1898年（明治31年）6月 再び麻布教会の牧師になり、牛込教会も兼任する。さらに、福音同盟会、矯風運動にも参加する。
1899年（明治32年）
- 5月8日 麻布教会で開催された第11次年会の途中で腸チフスに罹る[6]。
- 6月2日 召天[6]。墓所は青山霊園1-ロ-21-5。

## 洗礼を授けた人
- 佐々木多門（麻布教会）
- 村岡花子（甲府教会）